# Isern
ISERN es una compañía española dedicada a la fabricación y venta de tecnología, aparatos electrónicos y electrodomésticos, con sede en Vic (Osona, Provincia de Barcelona). La empresa fue fundada en 1952 por Ramon Isern Oliver y se organiza en dos áreas de negocio: ISERN Electrodomésticos, que es una cadena de tiendas de electrodomésticos, electrónica, informática y telefonía, e ISERN Medical Telecom, dedicada al desarrollo de soluciones de tecnologías de la información y la comunicación para hospitales.

## Actividad
ISERN inició su actividad en 1952, cuando el empresario Ramon Isern Oliver abrió en Roda de Ter la tienda Radio Isern, especializada en el montaje y la reparación de aparatos de radio. A lo largo de las décadas siguientes, con el surgimiento de los transistores y los primeros electrodomésticos, Radio Isern fue incorporando nuevos productos a su oferta. En abril de 1969, se llevó a cabo la primera ampliación del local y, en 1975, abrió sus primeros grandes almacenes en la calle Pont de Vic. Posteriormente, la cadena de tiendas incorporó nuevos establecimientos en Vic (1982, 1983, 2010, 2012), en Roda de Ter (1989) y en  Malla (1990). En 1980, la empresa se convirtió en sociedad anónima e inició una profunda reestructuración.
En 1988, la compañía amplió su actividad al sector de la televisión y la telefonía en habitaciones de hospitales y, al año siguiente, equipó el primer centro, la  Quinta de Salud La Alianza (Vic). En las tres décadas siguientes, bajo la marca ISERN Medical Telecom, se expandió esta línea de negocio con el desarrollo de nuevos productos y patentes, como sistemas para facilitar el cobro de servicios, televisores y teléfonos específicos para hospitales.
En 2012, se inauguró en Vic la sede corporativa de ISERN Medical Telecom, un recinto de 6.500 metros cuadrados que permitió unificar las instalaciones centrales de la empresa. La construcción y equipamiento del nuevo edificio representaron una inversión de 6.000.000 € y se llevó a cabo bajo criterios de sostenibilidad, incorporando elementos tecnológicos de última generación y para el ahorro energético.
La sede corporativa de ISERN Medical cuenta con una unidad propia de investigación, desarrollo e innovación (I+D+I), el Laboratorio de Investigación y Desarrollo de las Tecnologías de la Información y Comunicación aplicadas a la Sanidad (IDETICS).
En 2013, se constituyó ISERN Italia y, a partir de 2015, se inició una nueva línea centrada en el diseño y fabricación de dispositivos y software para el personal de la salud. ISERN Medical Telecom se ha convertido en uno de los principales proveedores de sistemas de entretenimiento y telecomunicaciones para hospitales en el sur de Europa, brindando servicio a más de 25.000 camas hospitalarias en España e Italia.
La compañía colabora con hospitales, universidades y centros de investigación para desarrollar soluciones de tecnología médica  que van desde equipos con material antibacteriano hasta dispositivos y software específicos para su uso en entornos sanitarios.

## Reconocimientos
- 2002 Cámara Oficial de Comercio, Industria y Navegación de Barcelona: Premio con motivo del 50 aniversario de la empresa [10]
- 2010 INNOVACAT: 1er premio al mejor proyecto de innovación, por el Proyecto IDeTICS. [11]
- 2016 Cámara Oficial de Comercio, Industria y Navegación de Barcelona: Premio a la Trayectoria Empresarial a Ramon Isern, fundador de la empresa. [12]
- 2018 Unió Catalana d'Hospitals: Premio a la Innovación en Gestión Hospitalaria. [13]
- 2024 Cámara Oficial de Comercio, Industria y Navegación de Barcelona, Creacció y Consell Empresarial Osona: Premio FEM DEO a la consejera delegada de ISERN, Cristina Isern. [14]
- 2024 Generalidad de Cataluña: Premio Nacional de Comercio 2023 [15]